# Terugblik en Toekomst der Spoorwegen
Terugblik en Toekomst der Spoorwegen zijn twee kunstwerken van de Nederlandse kunstenaar Theo van Reijn.
De twee beelden zijn te bezichtigen in en om het Amstelstation aan het Julianaplein te Amsterdam. De kunstwerken werden gemaakt ter gelegenheid van de opening van het Amstelstation in 1939.

## Terugblik
Terugblik is een beeld van zandsteen in de hal van het Amstelstation nabij de uitgang die via een trappengang leidt naar de ingang en uitgang op het lage deel van het Julianaplein, waar jarenlang (tot 2019) trams hun begin-/eindpunt hadden (keerlus). De naakte vrouw kijkt het Amstelstation in. Het beeld vormt samen met de muurschildering boven die uitgang een samenspel. Terugblik, soms aangeduid met Wachtend naakt, geeft stilstand weer. Het had het geluk dat het binnen geplaatst is, want aan de buitenzijde was het zonder meer aangevreten door de uitlaatgassen van de bussen die bij het station hun halte hebben. Het beeld behandelt tevens 100 jaar spoorwegen in 1939, hetgeen af te lezen valt op het beeld.

## Toekomst der Spoorwegen
Toekomst der Spoorwegen is de tegenhanger van Terugblik. Het reliëf geeft de snelheid weer. De naakte vrouwenfiguur rijst boven een trein, die de verbinding vormt tussen twee woonplaatsen. Uiteraard ontbreken wiel en vleugels niet. Het kunstwerk in brons is geplaatst aan de oostgevel van het gebouw, boven de glaspartij. Het kunstwerk valt daarom vrijwel nauwelijks op, want een ieder die hier langskomt heeft haast om de bus of trein te halen. De ingangen van het station bevinden zich om de hoek, zowel noord- als zuidwaarts. Het beeld was in het verleden een geschikte plaats voor vogels om uit te rusten, dan wel hun behoefte te doen. Het nabijgelegen Julianapark leverde de grondstoffen. Het Julianapark is echter laat in de 20e eeuw bebouwd. Vogels bleven komen en om te voorkomen dat het kunstwerk verder aangevreten wordt dan wel wit uitslaat is het "ingepakt" in gaas, dat bij een renovatie in 2018 weer verdween.  

## Afbeeldingen

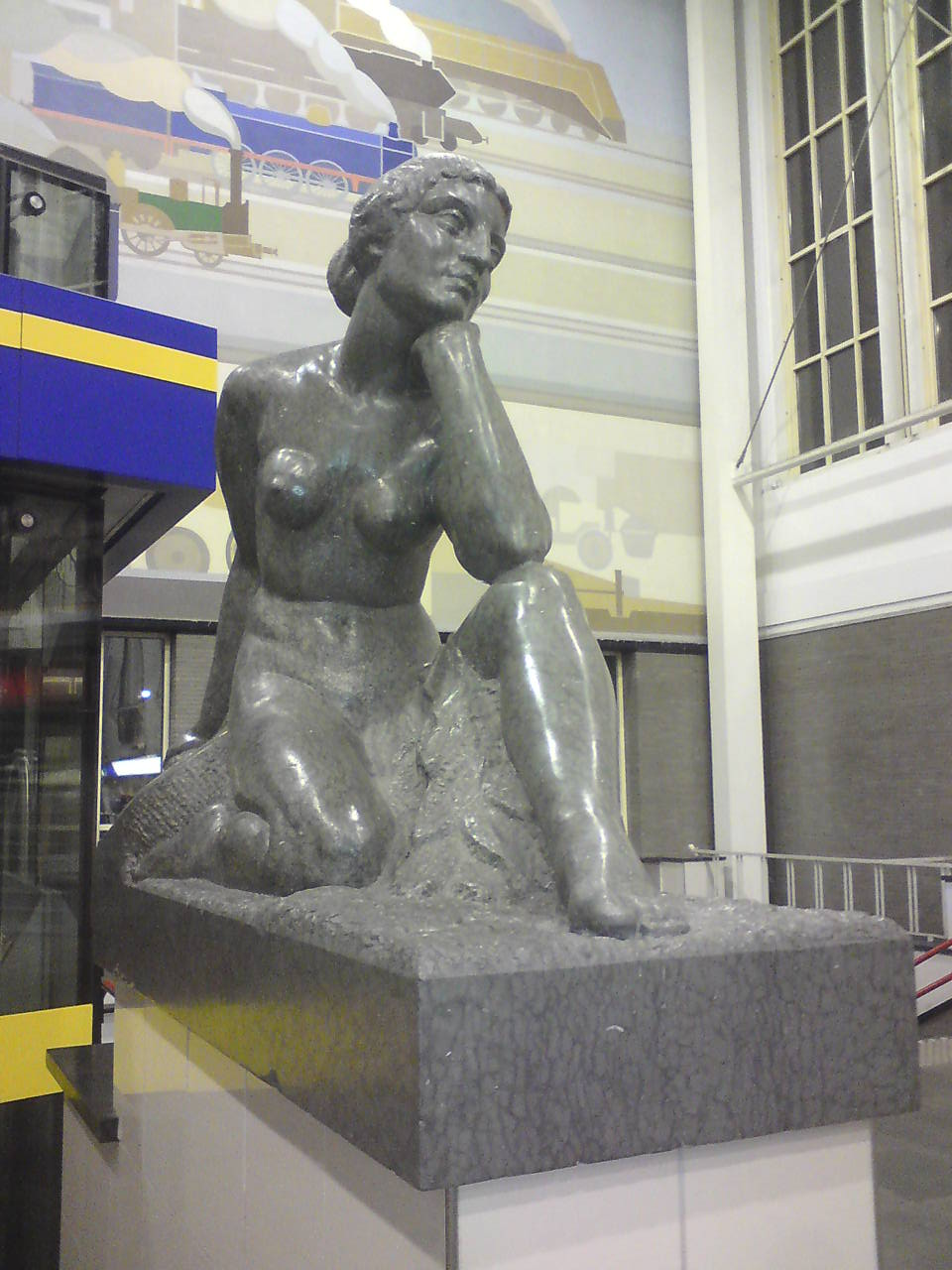
Terugblik
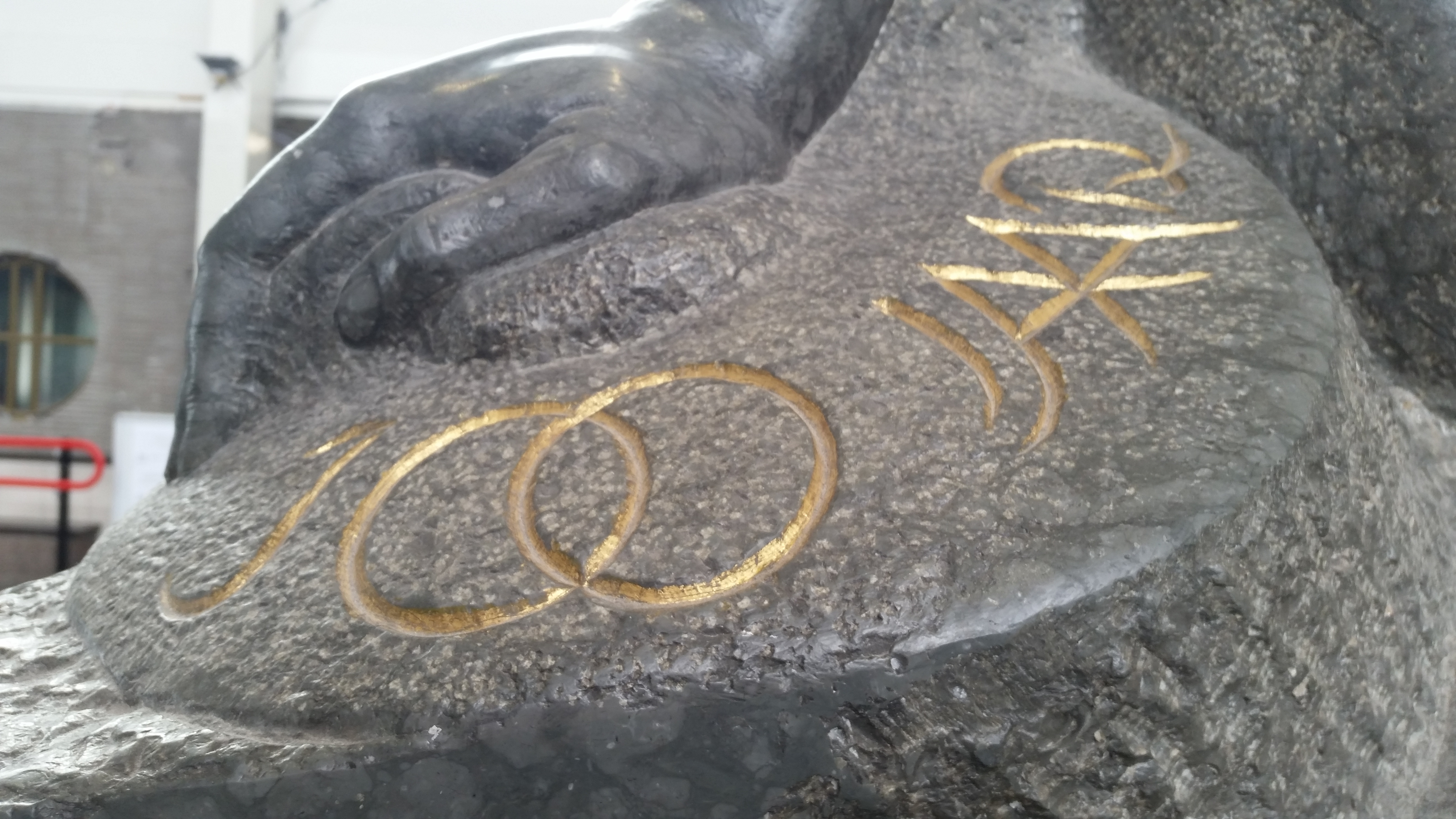
100 Jaar (juni 2019)
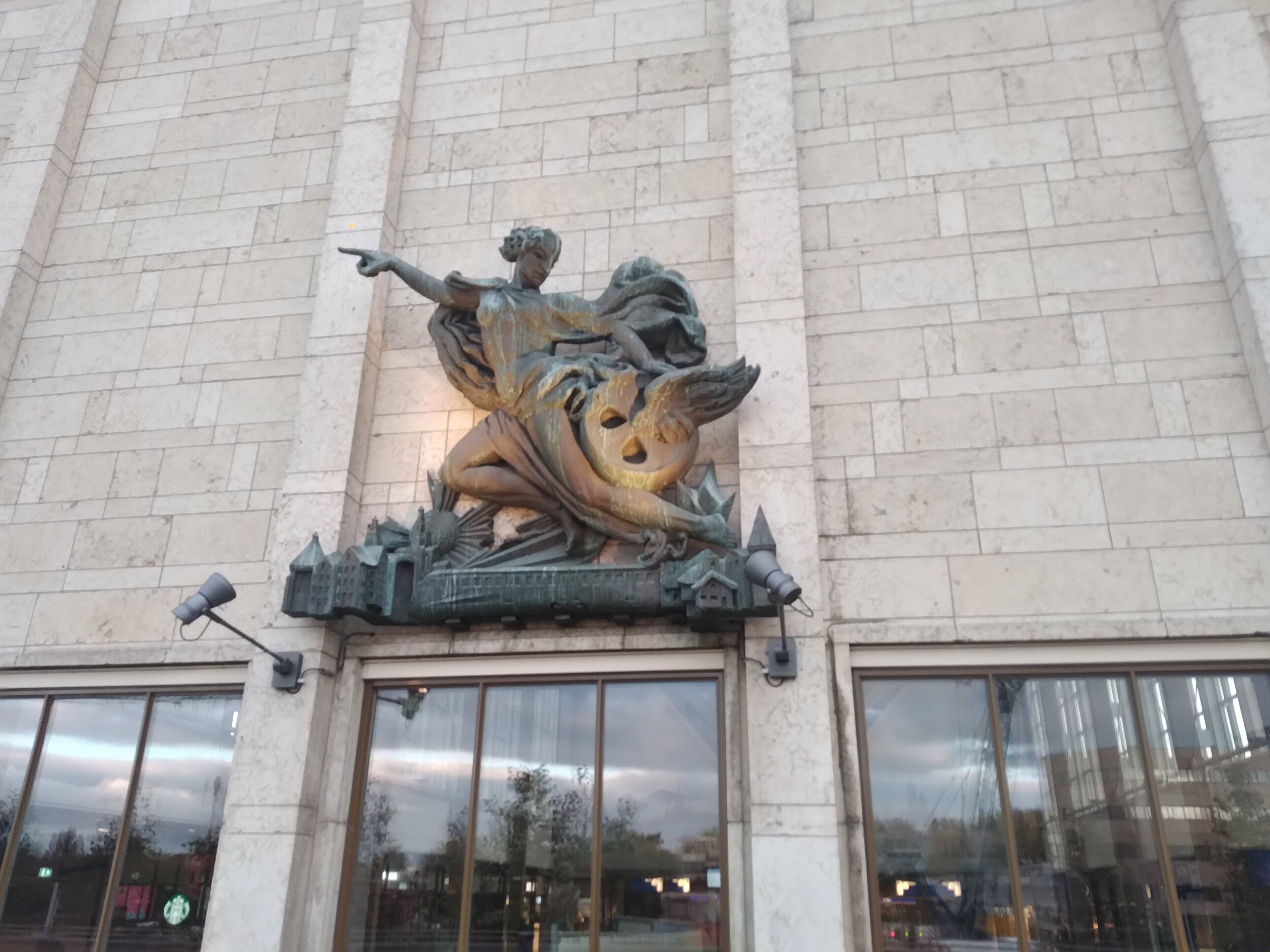
Toekomst der Spoorwegen (november 2021)